# Stephanie Howgurn
Stephanie Howgurn – kanadyjska zapaśniczka.  Brązowy medal na mistrzostwach panamerykańskich w 2006. Złoto na mistrzostwach wspólnoty narodów w 2007 i brąz na uniwersjadzie w 2005. Mistrzyni Wspólnoty Narodów w 2007 roku.